# أندريا جونغ
أندريا جونغ (بالإنجليزية: Andrea Jung) هي سيدة أعمال أمريكية، ولدت في 28 أغسطس 1959 في تورونتو في كندا.

## وصلات خارجية
- أندريا جونغ على موقع الموسوعة البريطانية (الإنجليزية)
- أندريا جونغ على موقع إن إن دي بي (الإنجليزية)